# 高居正
高居正，直隶蓟州（今天津蓟县）人，明朝政治人物。
高居正曾于1421年接替刘宏任崇明县知县一职，由王瑛接任。